# Jokosher

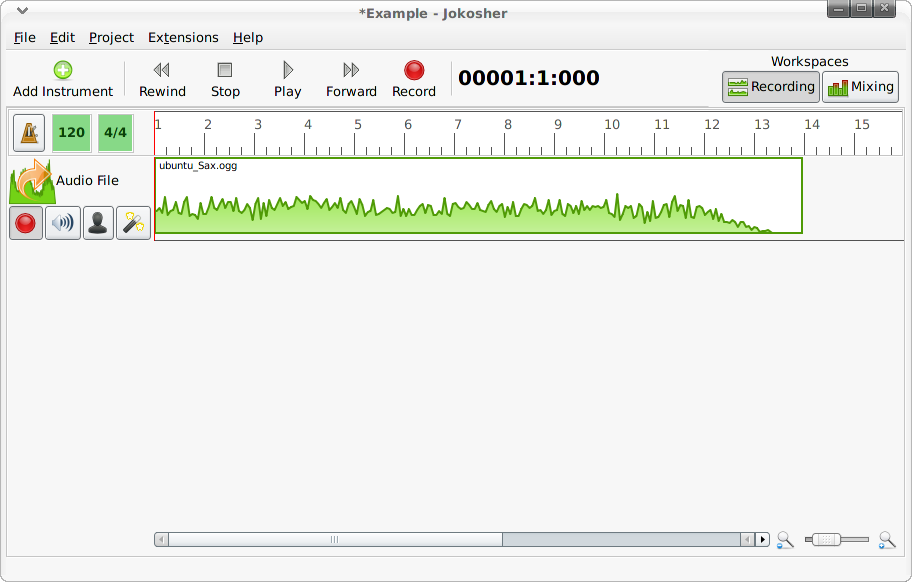
Pantalla de la versión de Jokosher del 11 de diciembre de 2006.

Jokosher fue un editor de audio libre, multipista, de carácter no lineal, cuyo código fuente se distribuye bajo GNU GPL.
Está desarrollado en Python, utilizando la interfaz GTK+ y GStreamer como un back end de audio. 
Al principio solo funcionaba en el sistema operativo Linux, pero ahora también funciona con Windows y Solaris.
Fue lanzado al público el 21 de julio de 2006.
La versión 0.2 fue lanzada el 20 de noviembre de 2006 e incluía respaldo a extensiones y efectos LADSPA. También resolvió muchos errores que hacían que la versión 0.1 fuera inutilizable.
En 2010 se lanzó la versión 0.11.5, con paquetes preparados para Ubuntu, OpenSuse y Windows.